# Dino Meneghin

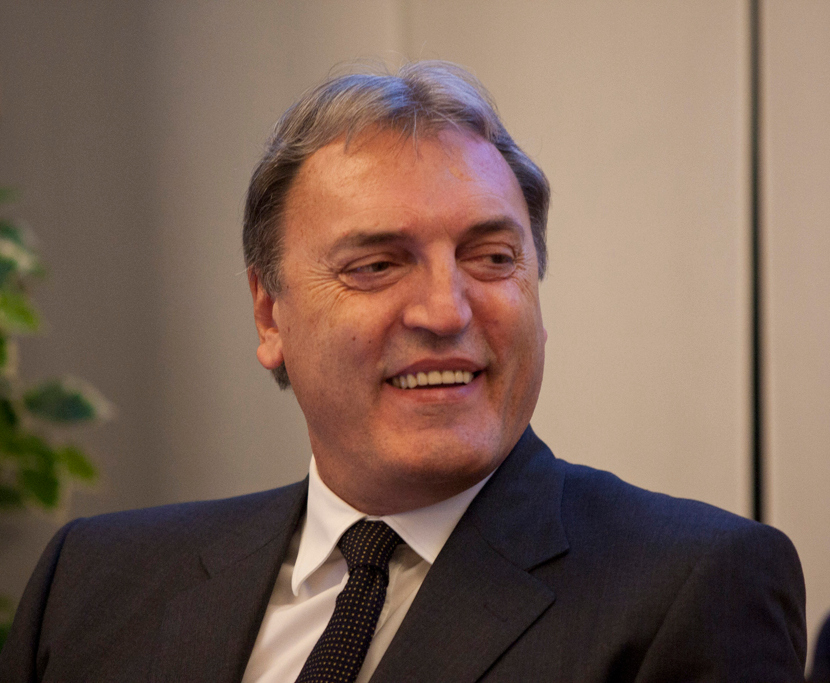
Dino Menegin, 2010

Dino Meneghin (Alano di Piave, Veneto, 18 januari 1950) is een Italiaanse voormalige basketbalspeler. Hij was actief van 1966 tot 1994. Deze 2,06 m grote centerspeler geldt als een van de beste basketbalspelers van zijn tijd en als de beste Italiaanse speler ooit. Hij speelde twaalf finales van de Europese beker (de huidige EuroLeague), waarvan tien achtereenvolgende, en won er zeven. Met de Italiaanse nationale ploeg won hij zilver op de Olympische Zomerspelen 1980 en veroverde hij het Europese kampioenschap in 1983. Hij is een van de weinige spelers die in de Basketball Hall of Fame zijn opgenomen zonder in de NBA te hebben gespeeld.

## Carrière

### als speler
Meneghin speelde van 1966 tot 1980 bij Pallacanestro Varese en behaalde bij die club zeven Italiaanse kampioenstitels en vier Italiaanse bekers. In de NBA Draft van 1970 werd hij de tweede Europese speler ooit die geselecteerd werd (door de Atlanta Hawks), maar hij bleef in Italië spelen. Van 1970 tot 1979 speelde hij met Varese de finale van de Europese beker voor landskampioenen en won vijfmaal: in 1970, 1972, 1973, 1975 en 1976.
Van 1980 tot 1990 speelde hij voor Olimpia Milano. Met die club won hij weer vijf Italiaanse titels en twee bekers, en twee Europese bekers voor landskampioenen in 1987 en 1988.
In 1980 en 1983 werd hij uitgeroepen tot Europese speler van het jaar ("Mr. Europa").
Vanaf 1990 speelde hij nog drie seizoenen bij Stefanel Trieste en één seizoen bij Olimpia Milano. Hij speelde in totaal 836 wedstrijden in de Italiaanse competitie.
Hij speelde 271 maal in het Italiaans nationaal basketbalteam. Hij scoorde daarbij 2847 punten, op een na (Antonello Riva met 3769 punten) het hoogste aantal in de geschiedenis. Hij deed mee bij vier Olympische Spelen (1972, 1976, 1980 (zilver) en 1984), twee wereldkampioenschappen (1970 en 1978) en acht Europese kampioenschappen (1969, 1971, 1973, 1975 (3e), 1977, 1979, 1981 en 1983 (1e)).

### na de spelerscarrière
Na zijn spelersloopbaan werd Meneghin teammanager bij Olimpia Milano en in september 1996 van het Italiaanse nationale team.
Op 5 september 2003 werd hij opgenomen in de Basketball Hall of Fame als tweede Italiaan, na Cesare Rubini. In februari 2009 werd hij verkozen tot voorzitter van de Italiaanse basketbalbond FIP, en in mei 2010 werd hij lid van de Board van FIBA Europe.
Zijn zoon Andrea is zelf een basketbalspeler die voor de Italiaanse nationale ploeg uitkomt. Aan het einde van zijn spelerscarrière kwam Dino zelfs tegen zijn eigen zoon uit in de Italiaanse competitie.
- International Standard Name Identifier: 0000 0003 5671 3774
- Library of Congress Control Number: no2011164985
- Istituto Centrale per il Catalogo Unico: CFIV052205
- Virtual International Authority File: 187025633